# Anna Hume
Anna Hume (Fl., 1644) fue una traductora, poeta y escritora escocesa. Hume era hija del poeta e historiador jacobeo David Hume de Godscroft. Supervisó la publicación póstuma de History of the House and Race of Douglas and Angus, obra de su padre, publicó The Triumphs of Love, Chastitie, Death: translated out of Petrarch by Mrs. Anna Hume, y también se dice que tradujo muchos de los poemas latinos de su padre. 
Puesto que las damas de familias asentadas no preveían las letras como una profesión, la publicación de sus obras es un hito y un riesgo que no pasó desapercibido. 

## Familia
El padre de Anna Hume, Hume de Godscroft, fue un historiador, poeta y figura política escocesa. David Hume luchó en muchas guerras históricas en Escocia y estuvo presente en la batalla de Ancrum Moor en 1545 y en la batalla de Pinkie en 1547. Fue capturado en el castillo de Dalkeith por los ingleses en 1548 y permaneció prisionero durante dos años hasta que se pagó un rescate. También se puso del lado de María, reina de Escocia en Carbury Hill, y comandó a 500 jinetes contra los ingleses en 1567. Su primera esposa fue Barbara Johnstone, y su segunda esposa, la madre de Anna Hume, fue Mariota Johnstone, conocida como «La buena dama de Wedderburn» por su trabajo de caridad y buena influencia en la comunidad. No se sabe mucho sobre los antepasados de Anna Hume por parte de su madre.
El abuelo de Anna Hume, David Hume, fue soldado activo y estuvo presente en la batalla de Flodden en 1513, donde su padre y su hermano mayor fueron asesinados por los ingleses. David Hume también dirigió un clan contra el Duque de Albany en las guerras fronterizas. Es conocido por cortarle la cabeza al alcaide francés D'Arcie de la Bastle en 1517, después de que John y Partick Hume le mataran. Se casó con Alison Douglas, hija de Sir George Douglas.
Anna Hume tuvo seis hermanos: George, David, James, John, Juliana y Mariot Hume. Su hermano George Hume fue Recaudador y Controlador del hogar de James VI y la reina (1597). Su hermano David Hume, fue un filósofo e historiador (no confundir con el filósofo David Hume del siglo XVIII), y ayudó a Anna Hume y a su padre Dave a escribir History of Douglas and Angus. También ayudó a su padre a escribir History of Humes of Wedderburn, una compilación de la historia familiar de Hume.

## Biografía
Se sabe poco sobre la vida de Anna Hume. Se desconoce la fecha de su nacimiento y de su muerte. Se asume que vivió desde finales del siglo XVI hasta mediados y finales del siglo XVII. Provenía de una familia aristocrática, y nació y se crio en el castillo de Wedderburn en Escocia.

## Obra
Se cree que Anna Hume tradujo la mayoría, si no todos, los poemas latinos de su padre. Uno de los mayores admiradores de la obra de Hume fue Drummond de Hawthornden. Entre la correspondencia de Drummond hay una carta dirigida «a la erudita y digna noble, la Sra. Anna Hume, hija del Sr. David Hume de Godscroft», de la que parece que había expresado su especial admiración por Drummond en algunos versos elogiosos. "Digna Señora", dice Drummond en reconocimiento,
"Sería demasiado ambicioso, no diría arrogante, si pensara que ese honor que me da en sus delicados versos se deba al honrado, y no al honrador. Reflexionan y se vuelven hacia uno mismo, como a una maravilla más célebre, esa alabanza por el desierto que me concede por mera cortesía. ¡Pobre de mí! Mis musas no tienen tanto valor para merecer el blasón de un ingenio tan preciado y raro ".

### History of Douglas and Angus
Después de la muerte de su padre, Anna Hume fue fundamental para que se imprimiera una edición de History of the Houses of Douglas and Angus en 1644. En honor a la memoria de su padre y debido al valor potencial del libro, Hume hizo todo lo que pudo para asegurar su publicación. Lo hizo imprimir en Edimburgo por Evan Tyler, impresor del rey, en forma de cuartilla de 440 páginas. También propuso dedicar el volumen al marqués de Douglas, y considerando apropiado que su señoría viera un libro sobre su familia, le envió una copia anticipada con una solicitud de su permiso. La obra cuenta la historia hasta la muerte del buen conde Archibald, octavo conde de Angus . 
La controversia rodeó esta publicación, ya que William Douglas, undécimo conde de Angus y primer marqués de Douglas, estaba insatisfecho con el trabajo de Hume, criticó que exhibía varios defectos y puntos de vista extravagantes: «Por confesión, Hume había infundido sus propias opiniones políticas y críticas en su narrativa, no se había rebajado de las rebeliones de algunos de los Douglas y sus conflictos con la Corona, sino que, por el contrario, había sido franco en sus elogios en esos puntos, y sus explicaciones del principio de libertad popular en oposición al poder real».
Los historiadores especulan que Douglas tenía History of the Douglases de su propio padre, que pudo haber editado él mismo con la intención de publicarla. Después de haber tomado algunas medidas para detener o retrasar la publicación del libro de Hume, el marqués consultó a Drummond de Hawthornden. Le había enviado a Drummond una copia impresa del libro, todavía inédito, seguida de una carta en la que explicaba sus dificultades y las razones. Pidió a Drummond, si fuera posible, que lo visitara en Douglas Castle, para asesorarlo sobre las acciones adecuadas en estas circunstancias, William Drummond escribió «To the Right Honourable, His Very Good Lord, the Marquis of Douglas», donde ofrecía sus servicios para comparar el libro con versiones divergentes y ofrecía posibles soluciones para contrarrestar una mala recepción de la obra.
Finalmente, Hawthornden no luchó por detener la publicación de la obra, ya que se cree que la supresión del libro arruinaría a la noble, «que ha aventurado, dice, toda su fortuna» en su publicación. Drummond de Hawthornden, después de observar los elogiosos versos de Anna Hume, se declaró indigno del «blasón de un ingenio tan precario y raro».

### Triunfos
Anna Hume también tradujo los tres primeros Trionfi ("Triunfos") de Petrarca. En 1644, Evan Tyler, a cargo de la imprenta real, publicó la poesía de Hume, The Triumphs of Love, Chastitie, Death: Translation of  Petrarca by ms. Anna Hume. Los historiadores creen que la publicación del libro de su padre influyó en la decisión de Hume de hacer imprimir su propia poesía, ya que le permitió establecer la conexión con un impresor. Su decisión de publicar fue relativamente inusual para la época, ya que no se esperaba que las damas de familias prominentes pensaran en la autoría profesional como una carrera.
Los tres poemas se titulan "Triunfo del amor", "Triunfo de la muerte" y "Triunfo de la castidad". El volumen combina la traducción de Hume de Los triunfos del amor de Petrarca, una serie de seis poemas que celebran la supuesta devoción de Petrarca por Laura. Los poemas hablan del triunfo del amor sobre el poeta (Petrarca se enamora de Laura), superado por el triunfo de la castidad sobre la lujuria (ya que Laura no cede al amor de Petrarca), al que sigue el triunfo de la muerte sobre Laura (ya que Laura muere y recuerda tanto al autor como al lector el poder de la muerte).
A lo largo de los poemas, Hume escribe en coplas rimadas, "pero cada par rimado no representa un pensamiento individual; más bien, sus oraciones tienden un puente entre varias coplas, y una determinada línea de poesía suele comenzar a mitad de frase". La traducción es, en general, considerada fiel y animosa, y fue bien recibida.
Es una rara traducción del italiano en la época isabelina. Una copia de esta obra se encuentra en el Museo Británico, siendo la otra copia conocida de incalculable valor.